# WrestleMania XXVI
WrestleMania XXVI fue la vigesimosexta edición de WrestleMania, un evento pago por visión de lucha libre profesional producido por World Wrestling Entertainment. Tuvo lugar el 28 de marzo del 2010, desde el Estadio de la Universidad de Phoenix, en Phoenix, Arizona. Este fue el tercer WrestleMania en ser realizado al aire libre. Los temas oficiales de este evento fueron «I Made It (Cash Money Heroes)» de Kevin Rudolf, «Thunderstruck» de AC/DC, «Be Yourself» de Audioslave, «The Show» de Since October y «Human» de Civil Twilight.
WrestleMania XXVI tuvo como evento a destacar la última lucha de la carrera de Shawn Michaels, quien esa misma noche, poniendo su carrera en juego, hizo oficial su retiro de la lucha libre profesional al ser derrotado por The Undertaker por segunda vez en un WrestleMania.

## Producción

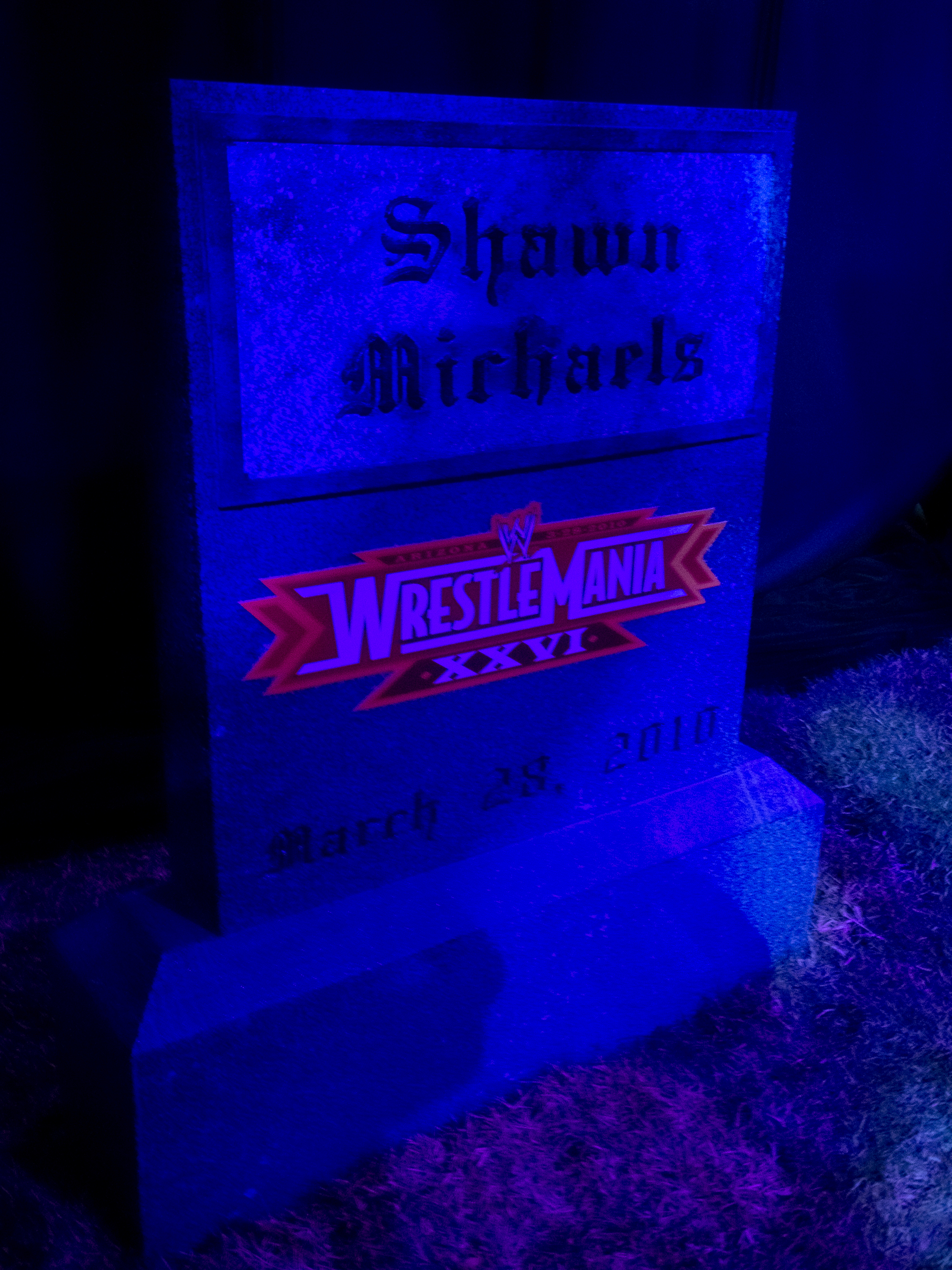
Tumba marcando la derrota de Shawn Michaels en WrestleMania XXVI a manos de The Undertaker.

Global Spectrum, personas que hicieron el Estadio de la Universidad de Phoenix había trabajado años anteriores con la World Wrestling Entertainment para contratar el evento en su lugar. El 18 de enero de 2008, Global Spectrum anuncio públicamente su intención de acoger WrestleMania en 2010. El evento atrajo la atención de los medios semanas antes, cuando una foto del entonces entrenador de los Phoenix Coyotes Wayne Gretzky, apareció en el periódico sueco Expressen, saliendo este con una camisa para promocionar el evento. En una conferencia de prensa que se llevó a cabo el 24 de febrero de 2009 en el University of Phoenix Stadium, se anunció que el evento se realizaría en Glendale, Arizona. Las entradas para el evento salieron el 7 de noviembre de 2009 a las 10:00 a. m. MST.
El techo del University of Phoenix Stadium se abrió en varias ocasiones durante el evento, siendo esta la tercera vez después de WrestleMania IX y XXIV que WrestleMania es celebrado en un lugar al aire libre. Al igual que los eventos anteriores realizados al aire libre, una lona de acero se coloca sobre el ring, que fue colocada en una línea de 50 yardas. Construida en Bélgica, la lona celebró 30 toneladas de luces y equipo de cámara, con gran parte del equipo enviado desde los Juegos Olímpicos de Invierno 2010 en Vancouver, Canadá. Más de 1000 luces se utilizaron, la adaptación a la disminución de la luz del sol como el espectáculo continuó en la noche. En la etapa de entrada había 8 pies (2.4 m) del piso del estadio y medía 120 pies (37 m) de ancho. En una entrevista con The Arizona Republic, El director de producción Brian Petree, describe la etapa de diseño como un «Diseño completamente nuevo que no se ha hecho en cualquier lugar» mientras que el diseñador de producción de Jason Robinson, discutieron sobre temas basando su etapa de diseño a menudo en los sabores locales. La rampa de acceso que une a la etapa se alineó con calderos de fuego, cada uno a una temperatura de 1000 °F (538 °C). Además 400.000 piezas individuales de Productos Pirotécnicos se lanzaron a 200 pies (61 m) al aire libre, después de que Robinson se comprometiera a introducir nuevos tipos de pirotecnia nunca usado en un programa de la WWE antes. La planificación previa para la puesta en marcha comenzó seis meses antes del evento, mientras que las estructuras y equipo de construcción dentro del estadio comenzó dos semanas antes del evento. Se estima que 100 camiones fueron utilizados para entregar el equipo, en comparación con los 12 semitrucks utilizados en un programa regular de la WWE.

## Argumento
y En la edición de SmackDown! del 5 de marzo de 2010, el general mánager de SmackDown, Theodore Long decretó una lucha entre John Morrison & R-Truth, The Hart Dynasty (Tyson Kidd & David Hart Smith) y Cryme Tyme (Shad & JTG) para determinar a los retadores del Campeonato Unificado en Parejas en WrestleMania, siendo en ese entonces, Big Show & The Miz, venciendo Morrison & Truth. En las siguientes semanas, ShoMiz acusaron a la pareja de Morrison & R-Truth de que no eran suficientes para acabar con su reinado, provocando entre ambos equipos un feudo.

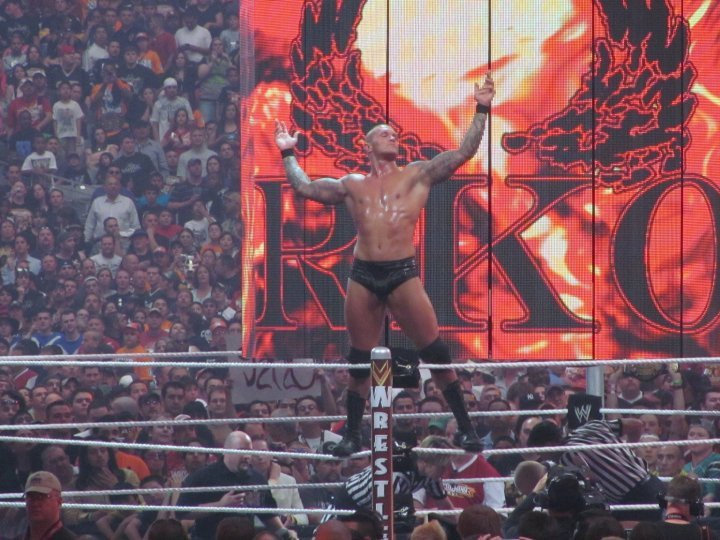
Randy Orton después de ganar su lucha.

A lo largo de 2009, Randy Orton formó un stable con los hijos de leyendas; Cody Rhodes & Ted DiBiase, para formar un grupo llamado Legacy, con el afán de ser el grupo más odiado de RAW, desde la época de Evolution, grupo donde Orton estuvo, en el inicio de su era como luchador de la WWE. En Royal Rumble, durante la lucha entre Randy Orton y Sheamus por el Campeonato de la WWE, donde Sheamus defendía el título que ganó en el evento anterior, Cody Rhodes intervino atacando a Sheamus, lo que provocó la descalificación de Orton, y así impedir que este ganara el título. En un evento de RAW, Orton clasificó a la Elimination Chamber por el Campeonato de la WWE en el evento del mismo nombre, en esa fecha, también clasificó Ted DiBiase, su otro discípulo (el restante discípulo Cody Rhodes no pudo clasificar, tras perder una lucha individual contra John Cena), pero durante Elimination Chamber, DiBiase traicionó a Orton eliminándole de la lucha, al golpearle con un palo de acero. Durante los siguientes eventos, Cody y Ted hicieron dudas a Orton sobre la lealtad del otro, hasta que, finalmente, le atacaron ambos. Entonces, se decretó una lucha entre los tres en WrestleMania. Pocos días antes del evento, Orton se desquitó de Rhodes y DiBiase, no solamente atacándolos con un RKO, sino que también, se cambió a Face.
En este evento se llevó a cabo la sexta edición del Money in the Bank, pero con la variante de que ahora eran diez los participantes. El primer clasificado fue Christian, quien derrotó a Carlito el 22 de febrero en RAW. El 26 de febrero en SmackDown! se clasificaron, Shelton Benjamin al derrotar a CM Punk; Kane a Drew McIntyre y Dolph Ziggler a John Morrison y R-Truth. El 1 de marzo se clasificaron Montel Vontavious Porter; tras derrotar a Zack Ryder y Jack Swagger al vencer a Santino Marella. El 5 de marzo en SmackDown! se clasificó Matt Hardy al derrotar a Drew McIntyre y el 9 del mismo mes, en RAW, Evan Bourne al vencer a William Regal. Debido a su amistad con Vince McMahon (Kayfabe), se le dio una tercera oportunidad a Drew McIntyre, quien derrotó el 12 de marzo a un jobber llamado Aaron Bolo en un combate donde su Campeonato Intercontinental estaba en juego. Finalmente, Kofi Kingston fue el último clasificado al derrotar a Vladimir Kozlov el 22 de marzo.

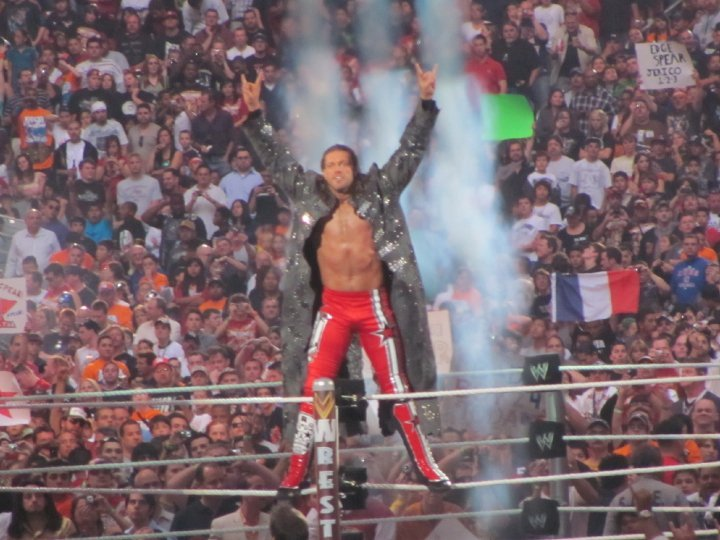
Edge haciendo su entrada.

En Elimination Chamber, Triple H eliminó a Sheamus, destronándolo de su primer reinado como Campeón de la WWE, y este interfirió después de una pelea de DX golpeándo a Triple H, así que en la semana siguiente, Sheamus retó a Triple H a una lucha en WrestleMania, a la cual este aceptó.
Desde principios de 2010, CM Punk empezó una cruzada junto a Luke Gallows, promoviendo el estilo de vida del Straight Edge, en el cual se abstiene el uso de tabaco, alcohol y drogas. Durante su cruzada, consiguieron muchos seguidores en varios eventos, entre ellos, Serena, siendo conocidos como The Straigh Edge Society. Sin embargo, Rey Mysterio se enfrentó a ellos, siendo atacado durante las siguientes semanas. En Elimination Chamber, Rey eliminó a Punk durante la Elimination Chamber por el Campeonato Mundial Peso Pesado de la WWE y el 26 de febrero en SmackDown!, Benjamin derrotó a CM Punk en un combate por un cupo clasificatorio al Money in the Bank gracias a una distracción de Mysterio. Finalmente, Mysterio perdió ante Gallows en un combate, por lo que se estipuló que en la lucha en WrestleMania entre Punk Y Mysterio, si Mysterio perdía, debía unirse a la Straight Edge Society.
En una edición de SmackDown!, Rey Mysterio trajo a su familia al ring para festejar el cumpleaños de su hija, pero CM Punk apareció junto con sus discípulos Luke Gallows y Serena para humillar a Mysterio ante su familia.
A la semana siguiente, CM Punk retó a Rey Mysterio a una lucha en WrestleMania, con la condición de que si Gallows vencía a Mysterio en el combate de ese día, Mysterio pelearía contra Punk en una lucha, donde si Mysterio perdía tendría que unirse a la Straight Edge Society, de CM Punk.

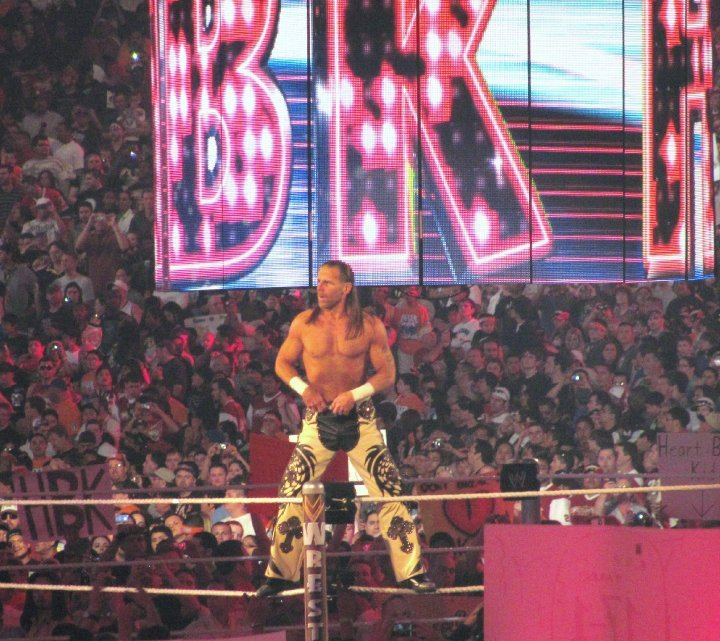
Shawn Michaels haciendo su última entrada.

El 4 de enero de 2010, Bret Hart era el anfitrión especial de RAW, donde volvía a la WWE desde que Hart sufrió La Traición de Montreal, y al finalizar ese programa, Vince McMahon apareció para darle la mano, en señal de amistad, aunque todo era una trampa para que Vince pateara a Hart y le prohibiera ir a los shows de la WWE.
Durante los siguientes shows Hart aparecía y atacaba a Vince, retándole a una lucha en WrestleMania, pero Vince no aceptaba, y en una ocasión, gracias a Batista, Hart fue humillado por McMahon, yendo al rescate John Cena en contra de Batista, provocando entre estos dos otro feudo.
El 15 de febrero, mientras Hart se retiraba del lugar, fue atropellado por un auto que conducía Vince, dejándolo con una fráctura en su pierna (Kayfabe) y el 1 de marzo, McMahon retó a Hart en una lucha en WrestleMania aprovechándo su estado físico, y este aceptó, aunque a regañadientes, la lucha.
Sin embargo, el 15 de marzo, se reveló que Hart engañó a Vince haciéndole creer que había sufrido un accidente, porque esa sería la única manera de que Vince aceptara una lucha en WrestleMania.
En junio de 2009, Edge y Chris Jericho ganaban los Campeonatos Unificados en Parejas, pero Edge se lesionó en julio, quedando un campeonato vacante.
Durante los siguientes meses, Jericho llamó "débil" a Edge por su lesión, pero en Royal Rumble, Edge reapareció eliminando a Chris Jericho y a John Cena, ganando el Royal Rumble Match.
Y en Elimination Chamber, Chris Jericho había ganado la Elimination Chamber Match por el Campeonato Mundial de los Pesos Pesados, tras una intervención de Shawn Michaels en contra de The Undertaker, por lo cual al día siguiente Edge retó a Jericho tras su condición de vencedor del Rumble, entrando ambos en un feudo, en torno al campeonato.
Después de que Batista atacara a Bret Hart, por orden de McMahon y John Cena lo defendiera, ambos entraron en un feudo.
En Elimination Chamber, John Cena ganaba la Elimination Chamber al eliminar a Triple H; pero después de la lucha, Vince McMahon apareció para decir a John Cena que debía defender su campeonato ante Batista (por el favor que le había hecho), ganando Batista el combate y el título. Al día siguiente, John Cena venció a Batista con DQ, obteniendo así una oportunidad por el Campeonato de la WWE en WrestleMania. En los días posteriores, Batista siguió atacando de manera consecutiva a Cena, especialmente en el último RAW previo al evento.
En WrestleMania XXV, Shawn Michaels no pudo vencer a The Undertaker, colocando a este con una racha de 17 luchas sin perder en Wrestlemania. En la celebración de los Slammy Awards del 2009, Michaels dijo que quería enfrentarse de nuevo a The Undertaker en WrestleMania XXVI en la revancha, pero The Undertaker se negó a concedérsela, siendo la única manera de enfrentarse a él ganar el Royal Rumble de 2010 y retarlo por el Campeonato Mundial Peso Pesado, puesto que para ese momento el era el vigente campeón. Al ser eliminado de la lucha, Michaels interfirió en la defensa de The Undertaker en Elimination Chamber, causando su eliminación y pérdida del título. A causa de esto, The Undertaker le concedió su revancha en WrestleMania XXVI, con la condición de que Michaels tuviera que apostar algo esta vez y sería poner en juego su carrera y a cambio, The Undertaker pondría en juego su invicto, pactándose así una lucha Invicto vs. Carrera.

## Marketing
Junto a WrestleMania XXVI, una serie de eventos agrupados como WrestleMania Week se llevaron a cabo la semana anterior al evento. Para empezar la promoción del evento en Glendale una «fiesta de despedida Kick» se celebró en el Westgate City Center el 19 de marzo, que incluyó presentaciones de superestrellas y divas de la WWE, firmas de autógrafos y entretenemiento en vivo, ya que se vio en una pantalla gigantesca LED, el episodio de WWE SmackDown. La tercera edición de Arte WrestleMania (antes WrestleManiArt), un exposición de arte y una subasta con el trabajo de las superestrellas de la WWE, se llevó a cabo el 24 de marzo en la sede de la Fundación Make-A-Wish Foundation Nacional. También se llevó a cabo la anual convención de fanes WrestleMania Axxess del 25 de marzo al 28 de marzo en el Phoenix Convention Center. El 27 de marzo, se realizó en Phoenix, Arizona el Salón de la Fama 2010.

## Recepción

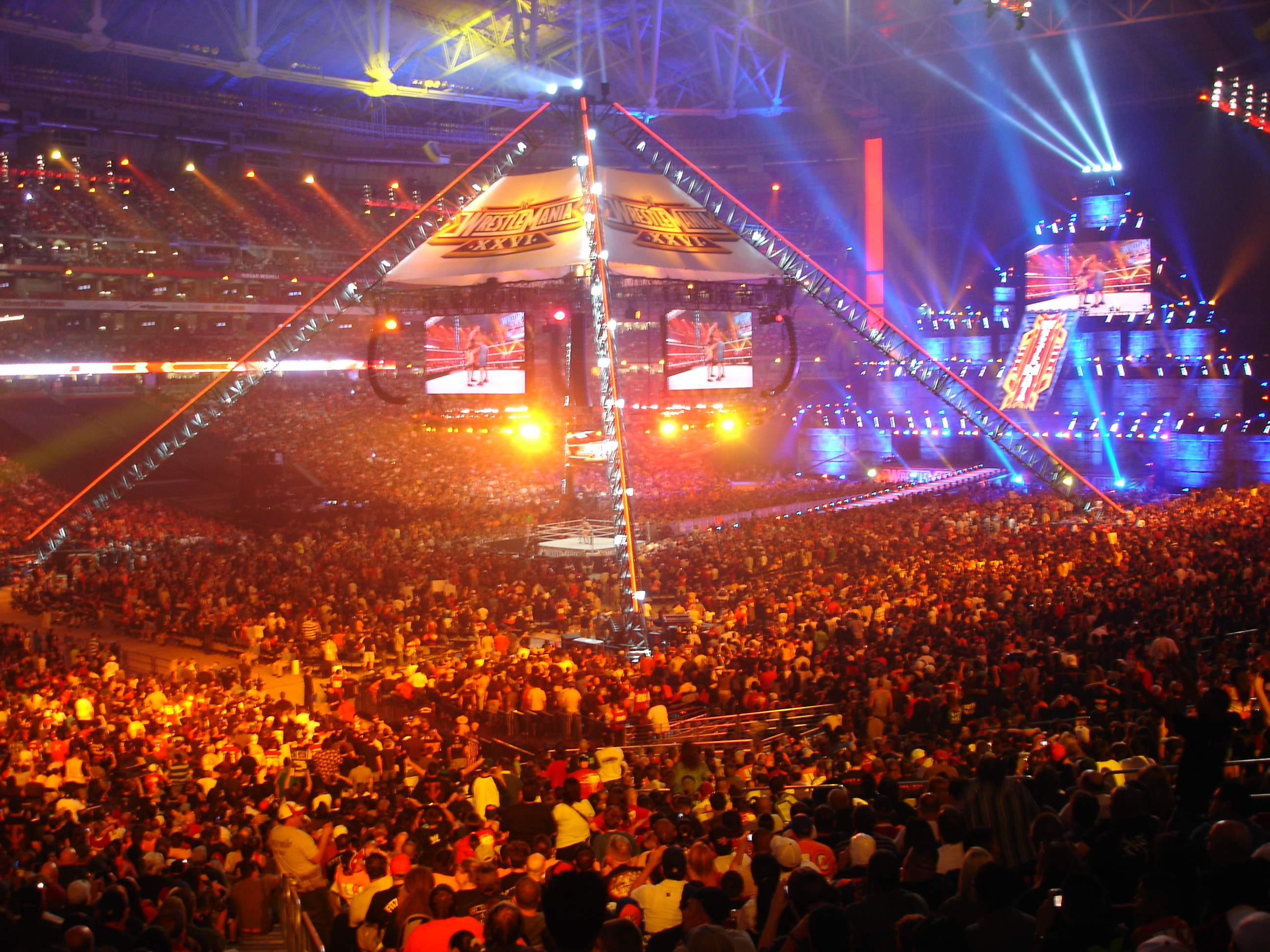
WrestleMania XXVI contó con una asistencia de 72.219 fanes en el University of Phoenix Stadium.

Las entradas para el evento salieron a la venta el 7 de noviembre de 2009. La compra del evento fue de 885.000 personas, recaudando 39 millones de dólares en ingresos. Sin embargo esta cifra es menor a la cifra de compra recibida en WrestleMania XXV que fue de 960.000. Con una asistencia de 72.219, el evento reacudó 5,8 millones de dólares en la venta de entradas.
The Sun elogió la lucha de The Undertaker vs Shawn Michaels, pero criticó la de Bret Hart vs Vince McMahon como «horrible» y «decepcionante», la lucha de las divas como «irreflexivas», la lucha por el Campeonato Unificado en Parejas como «sólida pero sin inspiración», y el Money in the Bank como «desordenado». En general, se puntuó el evento con un 7 sobre 10.
Dale Plummer y Nick Tylwalk, del Canadian Online Explorer, dieron al evento entero una puntuación de 6.5 sobre 10, destacando la lucha del Money in the Bank (7 sobre 10), la lucha entre CM Punk vs. Rey Mysterio (7 sobre 10), la lucha entre Edge vs. Chris Jericho (8 sobre 10) y el main event entre The Undertaker y Shawn Michaels, (9.5 sobre 10). Sin embargo, las peores luchas fueron la de Bret Hart vs Mr. McMahon, (4,5 sobre 10), la de Big Show & The Miz vs. John Morrison & R-Truth, (3 sobre 10) y la de Divas (1 sobre 10).
Wade Keller, del Pro Wrestling Torch, destacó el Main Event entre The Undertaker vs Shawn Michaels (4.75 sobre 5). Las peores luchas fueron la de Big Show & The Miz vs John Morrison & R-truth (1.25 sobre 5), la de Mr. McMahon vs Bret Hart (0.25 sobre 5) y la de Divas, la cual no puntuó.
James Caldwell, también del Pro Wrestling Torch, destacó las luchas del Money in the Bank (3.5 sobre 5), la de John Cena vs Batista (3.5 sobre 5) y el Main Event entre The Undertaker vs Shawn Michaels (4.5 sobre 5). Las peores fueron la de Big Show & The Miz vs John Morrison & R-truth (1.25 sobre 5), la de Divas y la de Bret Hart vs. Mr. Mcmahon, a las cuales no puntuó. Además, la lucha de Undertaker vs Shawn Michaels ganó el premio de la Lucha del año por parte de la Pro Wrestling Illustrated y al Wrestling Observer Newsletter.

## Resultados

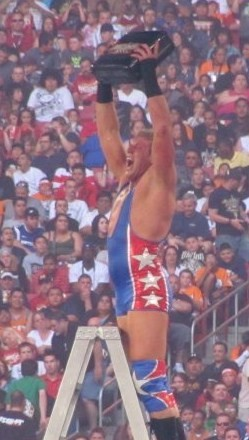
Jack Swagger después de ganar el Money in the Bank.

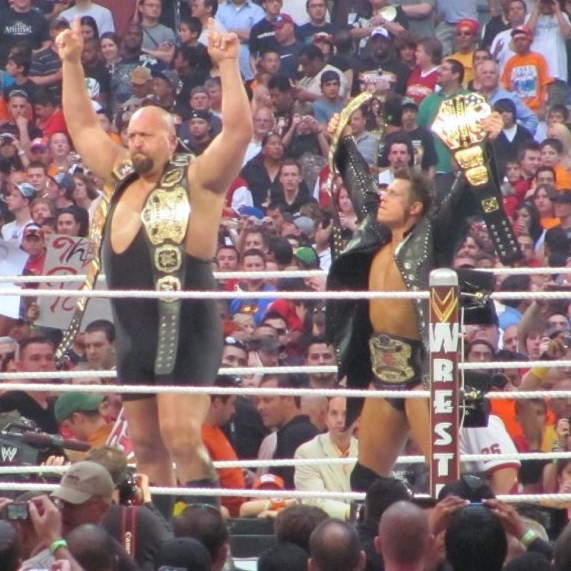
Big Show & The Miz antes de retener el Campeonato Unificado en Parejas de la WWE.

- Dark match: Yoshi Tatsu ganó una Battle Royal de 26 hombres[23]
  - Tatsu eliminó finalmente a Zack Ryder, ganando la lucha. (11:47)
  - Los otros participantes fueron Carlito, Caylen Croft, Chavo Guerrero, Chris Masters, David Hart Smith, Finlay, Goldust, Jimmy Wang Yang, JTG, Kung Fu Naki, Luke Gallows, Mark Henry, Mike Knox, Primo, Santino Marella, Shad, Slam Master J, The Great Khali, Trent Barreta, Tyler Reks, Tyson Kidd, Vance Archer, Vladimir Kozlov y William Regal.
  - Durante la lucha Hornswoggle interfirió a favor de Finlay.
- ShoMiz (The Miz & The Big Show) derrotaron a John Morrison & R-Truth reteniendo el Campeonato Unificado en Parejas de la WWE[24] (3:24)
  - Show cubrió a Morrison después de un «KO Punch».
- Randy Orton derrotó a Cody Rhodes y a Ted DiBiase Jr.[25] (9:01)
  - Orton cubrió a DiBiase después de un «RKO».
  - Después de la lucha Orton cambió a face.
- Jack Swagger derrotó a Christian, Dolph Ziggler, Kane, Shelton Benjamin, Montel Vontavious Porter, Matt Hardy, Evan Bourne, Drew McIntyre y Kofi Kingston ganando el Money in the Bank Ladder match[26] (13:44)
  - Swagger ganó tras descolgar el maletín.
  - Esta fue la última lucha de Money in the Bank que se desarrolló en un WrestleMania.
- Triple H derrotó a Sheamus[27] (12:09)
  - Triple H cubrió a Sheamus después de un «Pedigree».
  - Esta fue la primera derrota de Sheamus por cuenta de tres en combates individuales.
- Rey Mysterio derrotó a CM Punk (con Luke Gallows & Serena)[28] (6:30)
  - Mysterio cubrió a Punk después de un «619» seguido de un «Springboard Splash»
  - Si Mysterio perdía, debía unirse a The Straight Edge Society.
  - Durante el combate Gallows interfirió a favor de Punk.
- Bret Hart derrotó a Vince McMahon en un No Holds Barred Lumberjack match (con Bruce Hart como árbitro especial)[29] (11:09)
  - Bret forzó a Vince a rendirse con un «Sharpshooter», la utilizada por Michaels en la Traición de Montreal contra el mismo Bret.
  - Los lumberjacks o leñadores del combate fueron miembros de la familia Hart, entre ellos Natalya, DH Smith y Teddy Hart.
  - Esta fue la primera lucha de Hart en WWE desde Survivor Series 1997
- Chris Jericho derrotó a Edge reteniendo el Campeonato Mundial Peso Pesado[30] (15:48)
  - Jericho cubrió a Edge después de un golpe con el campeonato y una «Codebreaker».
  - Después de la lucha, Edge aplicó una «Spear» a Jericho contra la barrera de protección.
- Vickie Guerrero, Michelle McCool, Alicia Fox, Maryse & Layla derrotaron a Beth Phoenix, Kelly Kelly, Gail Kim, Mickie James & Eve Torres[31] (3:36)
  - Vickie cubrió a Kelly después de un «Cougar Splash».
  - Este fue el último combate de James en un PPV de WWE hasta su regreso en 2016.
- John Cena derrotó a Batista ganando el Campeonato de la WWE[32] (13:31)
  - Cena forzó a Batista a rendirse con la «STF».
- The Undertaker derrotó a Shawn Michaels en un "Streak vs. Career No Disqualification Match"[33] (24:00)
  - The Undertaker cubrió a Michaels después de un «Tombstone Piledriver».
  - Como resultado, Michaels debió retirarse de la lucha libre profesional
  - El invicto de The Undertaker aumentó a 18-0.
  - Después de la lucha, The Undertaker ayudó a Michaels a levantarse y le dio la mano en señal de respeto.

## Otros roles
- Comentaristas en inglés
  - Michael Cole
  - Jerry Lawler
  - Matt Striker
- Comentaristas en español
  - Carlos Cabrera
  - Hugo Savinovich
- Entrevistador
  - Josh Mathews
- Anunciadores
  - Tony Chimel (SmackDown)
  - Justin Roberts (Raw)
  - Savannah (Money in the Bank)
  - Howard Finkel (WWE Salón de la Fama)
- Árbitros
  - Charles Robinson
  - Mike Chioda
  - Jack Doan
  - Chad Patton
  - John Cone
  - Aaron Goose Mahoney